# Pont Flaminio
Le Pont Flaminio est un pont de Rome sur le Tibre, se trouvant dans les districts de Parioli et Tor di Quinto et dans la zone de Vigna Clara.

## Construction
Dans les années 1930, l'insuffisance de l'antique pont Milvio, amena le directeur des routes consulaires à faire un projet d'entrée spectaculaire de la capitale pour le trafic en provenance du Nord. Plusieurs interventions ont été préconisées : une variante en amont de l'actuelle via Cassia Vecchia, et la construction d'un nouveau pont, devant être nommé « XXVIII Ottobre » en mémoire de la date de la marche sur Rome.
Le projet présenté par Brasini à Mussolini prévoyait une énorme arche monumentale qui imitait les arcs de triomphe romains. Le Duce, qui a souvent travaillé sur les dessins de ses concepteurs, a cependant supprimé l'arc et simplifié le projet. Brasini semblait disposé à accepter le changement, affirmant que le projet avait été amélioré par son ampleur et son originalité (P. Nicoloso).
Les travaux ont commencé en 1938, c'est-à-dire à la veille de la seconde guerre mondiale ; pour cette raison, ils ont été abandonnés en 1943, lorsque certaines des structures déjà construites ont subi des dommages en raison des événements de la guerre, pour reprendre seulement en 1947 et se terminer en 1951.
Sous la nouvelle République, le pont aurait dû changer son nom en « pont de la Liberté ». Mais comme il s'agit du premier pont monumental sur le Tibre, au nord de Rome, dans le quartier de la route historique de la via Flaminia, il fut ainsi baptisé en référence à l'antique voie. Depuis les années 1960, il est connecté au viaduc du corso di Francia, à partir du quartier de Tor di Quinto rejoint Parioli et relie le village olympique.
Le pont, fermé au début des années 1960 pour des problèmes techniques, a rouvert en 1964. Cependant, la construction du périphérique romain, le grande Raccordo Anulare, et de l'aéroport de Fiumicino a réduit considérablement sa fonction d'entrée principale de la Ville éternelle.

## Description
Le pont, qui mesure 255 mètres de long sur 27 de large, est constitué de cinq arcades, et est réalisé en béton entièrement recouvert de travertin romain blanc. Sur les larges trottoirs surélevés se détachent des piliers à l'antique, des lampadaires monumentaux, des statues avec des aigles. Son profil rappelle celui du proche pont Milvius, sa structure est monumentale et imposante, ce qui était l'objectif recherché.

## Curiosités
- Est apparu dans le film de Dino Risi Pauvres mais beaux (1956).
- Dans le chapitre Sur une Vespa du film Dear diary, de Nanni Moretti, le protagoniste passe au moins deux fois par jour sur le pont, pour lequel il exprime l'amour.
- Dans l'épisode les Citoyens, l'État et l'Église du film Fabriqué en Italie de Nanni Loy, un bus de retraités de l'ACLI trouve bloqué l'accès au pont et vient parler des problèmes structurels. Cependant, le pont est appelé le "Ponte della Vittoria", qui n'existe pas à Rome.